# Bertincourt
Ne doit pas être confondu avec Bertoncourt.
Bertincourt est une commune française située dans le département du Pas-de-Calais en région Hauts-de-France. Ses habitants sont appelés les Bertincourtois. La commune est membre de la communauté de communes du Sud-Artois.

## Géographie

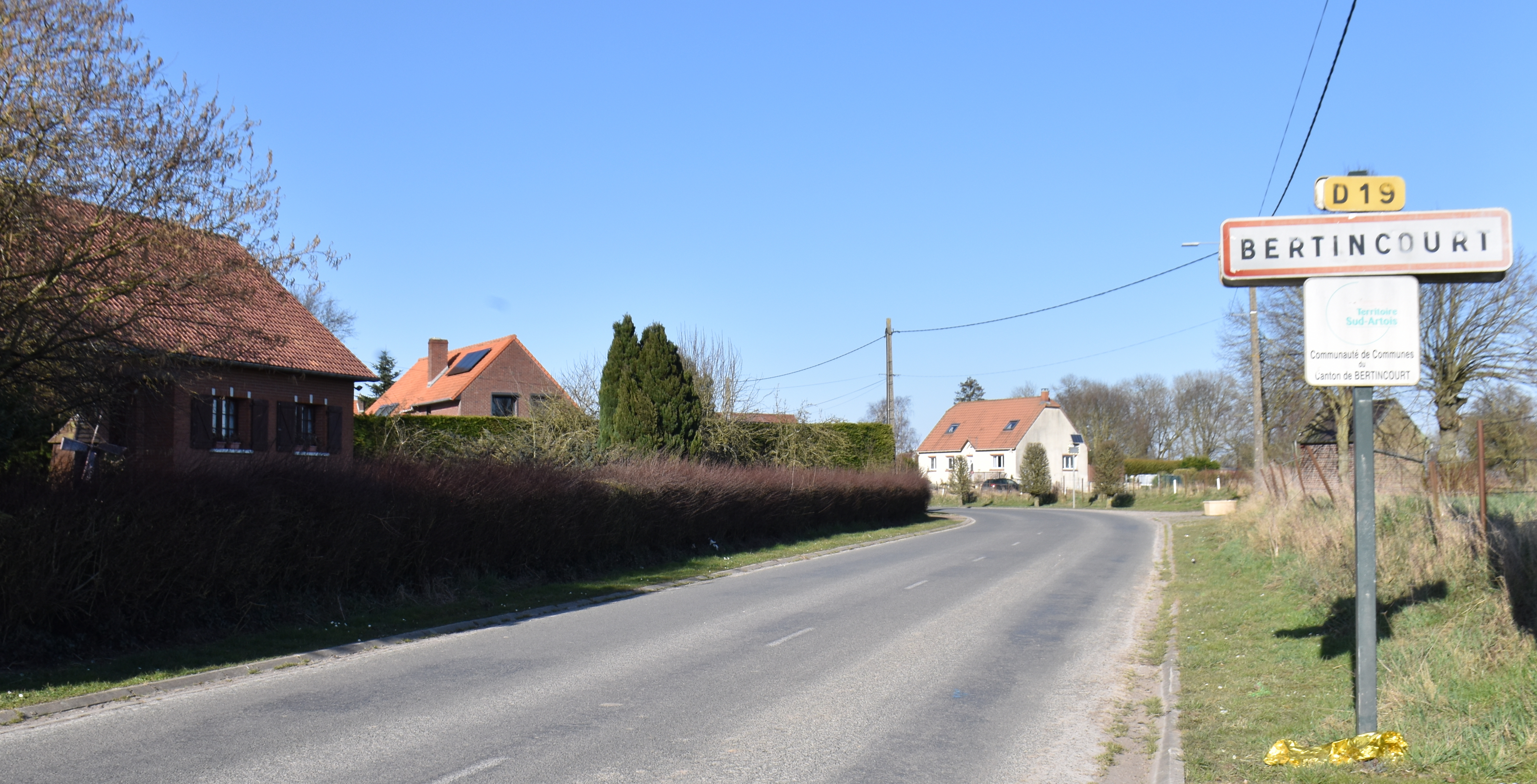
Une entrée du village.

### Localisation
Localisée dans le sud-est du département du Pas-de-Calais, Bertincourt se situe à 11 km à l'est de Bapaume et à 30 km au sud d'Arras (chef-lieu d'arrondissement),.
Le territoire de la commune est limitrophe de ceux de huit communes.
Les communes limitrophes sont Vélu, Ruyaulcourt, Ytres, Barastre, Beaumetz-lès-Cambrai, Bus, Haplincourt et Hermies.

### Géologie et relief
La superficie de la commune est de 7,58 km2 ; son altitude varie de 92  à   133 mètres.

### Hydrographie
Le territoire de la commune est situé dans le bassin Artois-Picardie. Elle n'est drainée par aucun cours d'eau,.

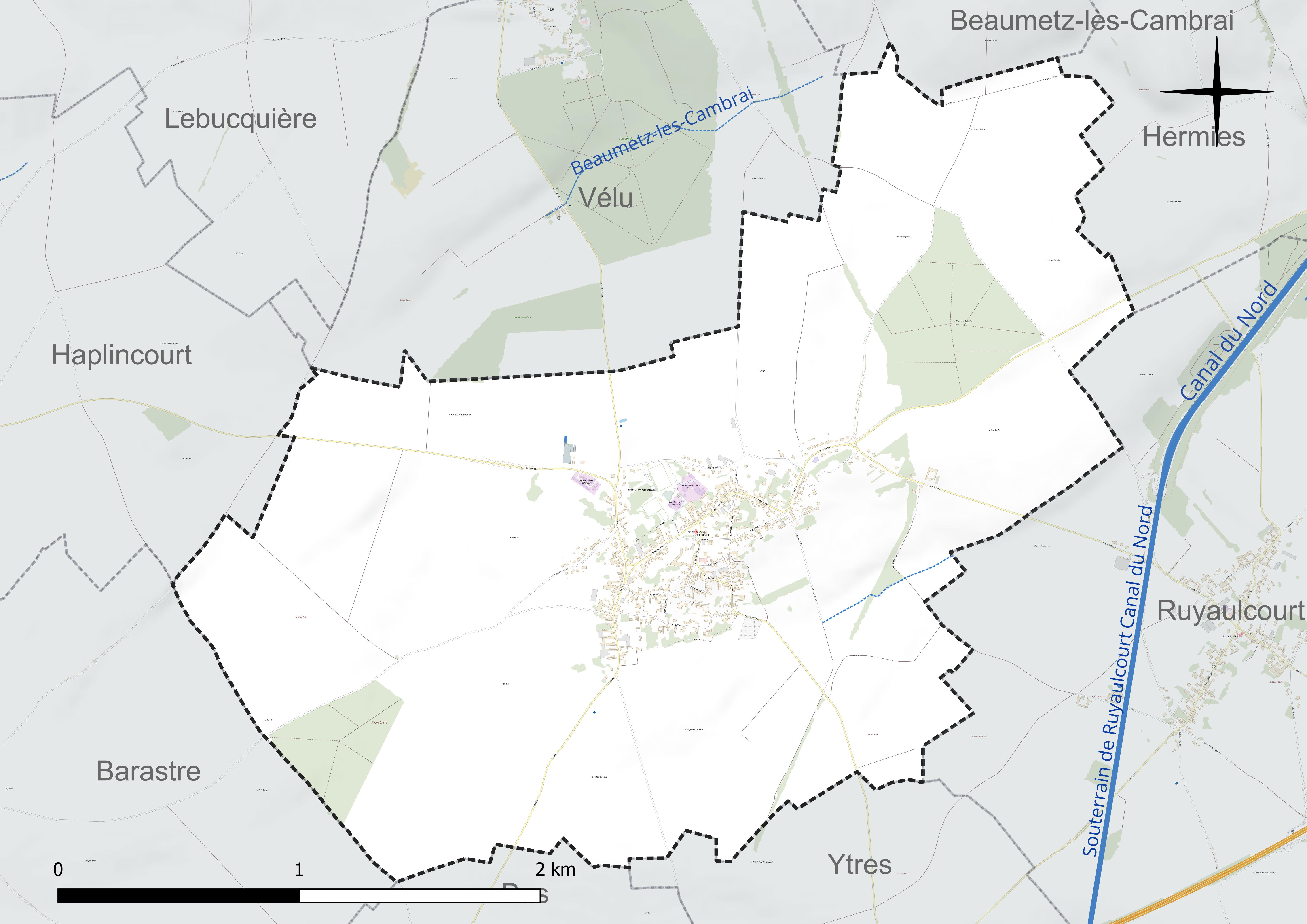
Réseau hydrographique de Bertincourt.

### Climat
Pour des articles plus généraux, voir Climat des Hauts-de-France et Climat du Pas-de-Calais.
En 2010, le climat de la commune est de type climat océanique dégradé des plaines du Centre et du Nord, selon une étude du CNRS s'appuyant sur une série de données couvrant la période 1971-2000. En 2020, Météo-France publie une typologie des climats de la France métropolitaine dans laquelle la commune est exposée à un climat océanique et est dans la région climatique Nord-est du bassin Parisien, caractérisée par un ensoleillement médiocre, une pluviométrie moyenne régulièrement répartie au cours de l'année et un hiver froid (3 °C).
Pour la période 1971-2000, la température annuelle moyenne est de 9,9 °C, avec une amplitude thermique annuelle de 14,6 °C. Le cumul annuel moyen de précipitations est de 754 mm, avec 11,5 jours de précipitations en janvier et 8,7 jours en juillet. Pour la période 1991-2020, la température moyenne annuelle observée sur la station météorologique la plus proche, située sur la commune d'Épehy à 14 km à vol d'oiseau, est de 10,6 °C et le cumul annuel moyen de précipitations est de 752,8 mm,. Pour l'avenir, les paramètres climatiques de la commune estimés pour 2050 selon différents scénarios d'émission de gaz à effet de serre sont consultables sur un site dédié publié par Météo-France en novembre 2022.

### Paysages
Pour un article plus général, voir Paysage en France.
La commune s'inscrit dans les « paysages des grandes plaines arrageoises et cambrésiennes » tels qu'ils sont définis dans l'atlas de paysages de la région Nord-Pas-de-Calais, conçu par la direction régionale de l'Environnement, de l'Aménagement et du Logement (DREAL),.
Ces « paysages des grandes plaines arrageoises et cambrésiennes », qui concernent 238 communes, sont constitués de 80,36 % de cultures, de 8,01 % d'espaces artificialisés avec les communes principales de Cambrai, Caudry, Bapaume et Avesnes-le-Comte, de 7,25 % de prairies naturelles, permanentes, de 3,19 % de forêts et de milieux semi-naturels, 0,77 % de friches industrielles, de 0,38 % de cours d'eau et plan d'eau et de 0,04 % d’espaces industriels. Ces paysages sont dominés par les « grandes cultures » de céréales et de betteraves industrielles qui représentent 70 % de la surface agricole utilisée (SAU).

## Urbanisme

### Typologie
Au 1er janvier 2024, Bertincourt est catégorisée bourg rural, selon la nouvelle grille communale de densité à sept niveaux définie par l'Insee en 2022.
Elle est située hors unité urbaine et hors attraction des villes,.

### Occupation des sols
L'occupation des sols de la commune, telle qu'elle ressort de la base de données européenne d'occupation biophysique des sols Corine Land Cover (CLC), est marquée par l'importance des territoires agricoles (90,9 % en 2018), en diminution par rapport à 1990 (93,9 %). La répartition détaillée en 2018 est la suivante : 
terres arables (90,9 %), zones urbanisées (9,1 %). L'évolution de l'occupation des sols de la commune et de ses infrastructures peut être observée sur les différentes représentations cartographiques du territoire : la carte de Cassini (XVIIIe siècle), la carte d'état-major (1820-1866) et les cartes ou photos aériennes de l'IGN pour la période actuelle (1950 à aujourd'hui).

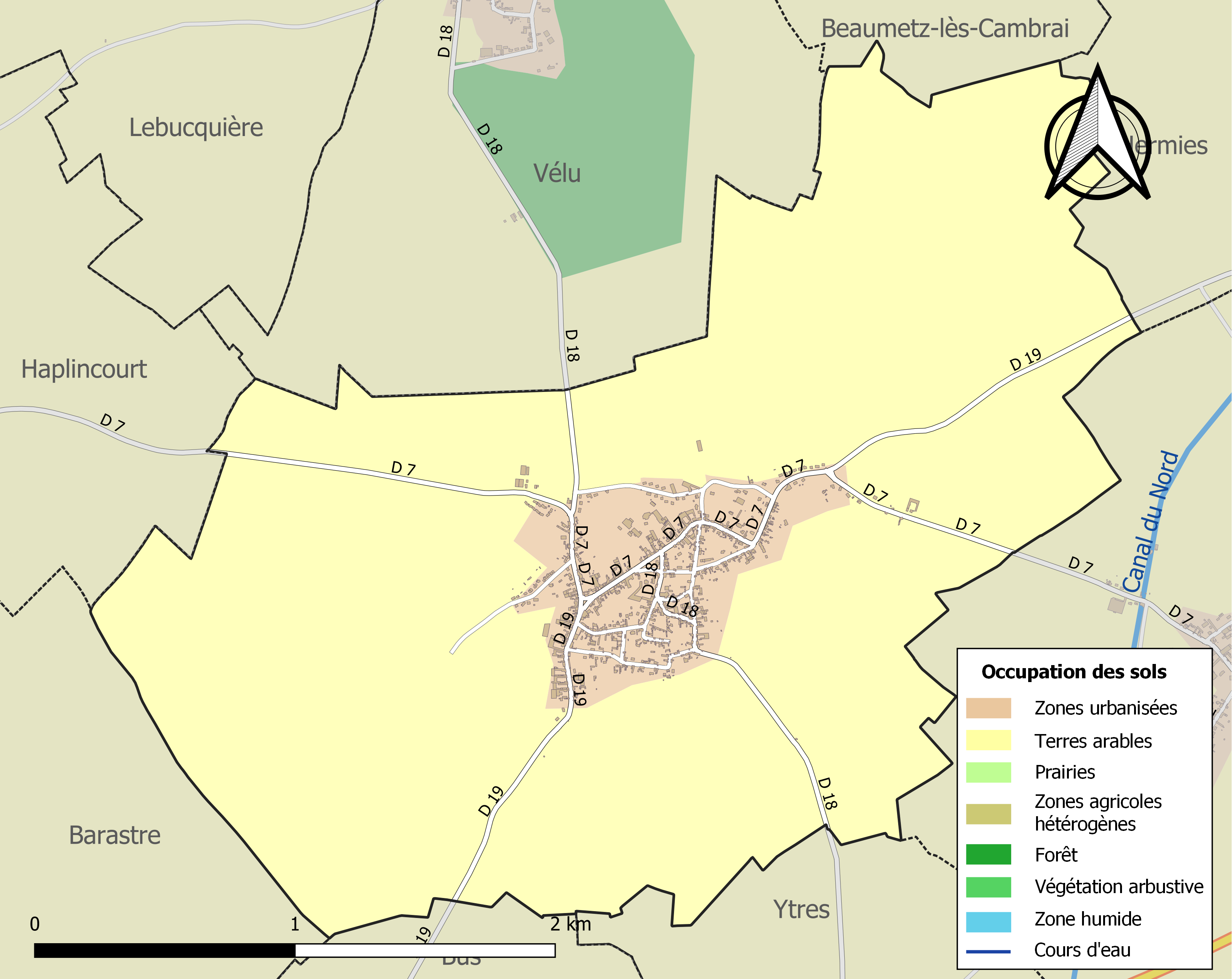
Carte des infrastructures et de l'occupation des sols de la commune en 2018 (CLC).

### Voies de communication et transports

#### Voies de communication
La commune est desservie par les routes départementales D 7, D 18, D 19 et à 12 km de la sortie no 14 de l'autoroute A1 reliant Paris à Lille,.

#### Transport ferroviaire
La commune se trouve à 24 km de la gare de Cambrai, située sur la ligne de Saint-Just-en-Chaussée à Douai, desservie par des trains TER Hauts-de-France.
La commune était desservie, de 1879 à 1955, par le chemin de fer de Vélu-Bertincourt à Saint-Quentin qui reliait les communes de Vélu - Bertincourt (Pas-de-Calais) et de Saint-Quentin (Aisne) via le département de la (Somme).

## Toponymie
Le nom de la localité est attesté sous les formes Berninocurtis (799), Vertincurt (1070), Bertincourt (1203), Bertencort (1277), Berthincourt (1429 et 1720), Ossimont à la Révolution et Bertincourt depuis 1793.
Entre 1790 et 1794, la commune absorbe sa voisine Ossimont.

## Histoire

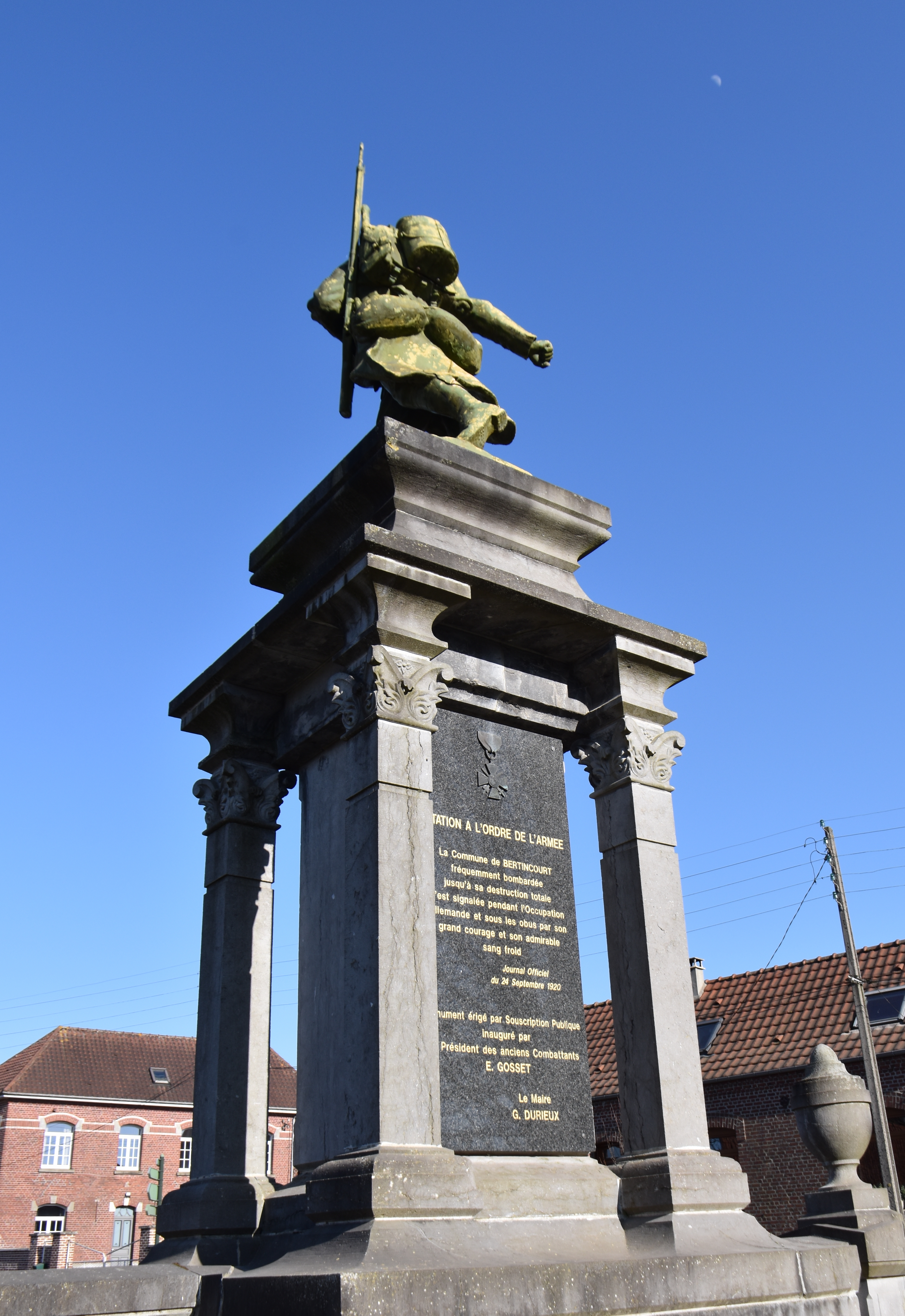
Le monument aux morts.

En juin 1771, à Versailles, a été attribué le titre de marquis pour la terre d'Éclype-les-Bertincourt, (relevant du roi à cause du château de Bapaume), qui a des droits utiles et honorifiques sur plusieurs fiefs et même sur plusieurs terres et seigneuries dont quelques-unes sont érigées en marquisat ou baronnie, unie à celle de Barastre qui relève de Beaumetz sous la dénomination de Mailly Couronnel.
La commune a été le théâtre d'opération de la bataille de Bapaume durant la guerre franco-allemande de 1870.
La commune est décorée de la croix de guerre 1914-1918 par décret du 23 septembre 1920, distinction également attribuée à 276 autres communes du Pas-de-Calais.

## Politique et administration

### Découpage territorial
La commune se trouve dans l'arrondissement d'Arras du département du Pas-de-Calais depuis 1801.

#### Commune et intercommunalités
La commune appartenait à la communauté de communes du canton de Bertincourt qui a fusionné au 1er janvier 2013 avec la communauté de communes de la région de Bapaume et 14 communes de la communauté de communes du sud Arrageois, formant ainsi la nouvelle communauté de communes du Sud Artois. La communauté de communes du Sud-Artois regroupe 64 communes et totalise 27 059 habitants en 2021.

#### Circonscriptions administratives
La commune était rattachée au canton de Metz-en-Couture (1793), au canton de Bertincourt (1801) et, aujourd'hui au canton de Bapaume.

#### Circonscriptions électorales
Pour l'élection des députés, la commune fait partie de la première circonscription du Pas-de-Calais.

### Élections municipales et communautaires

#### Liste des maires

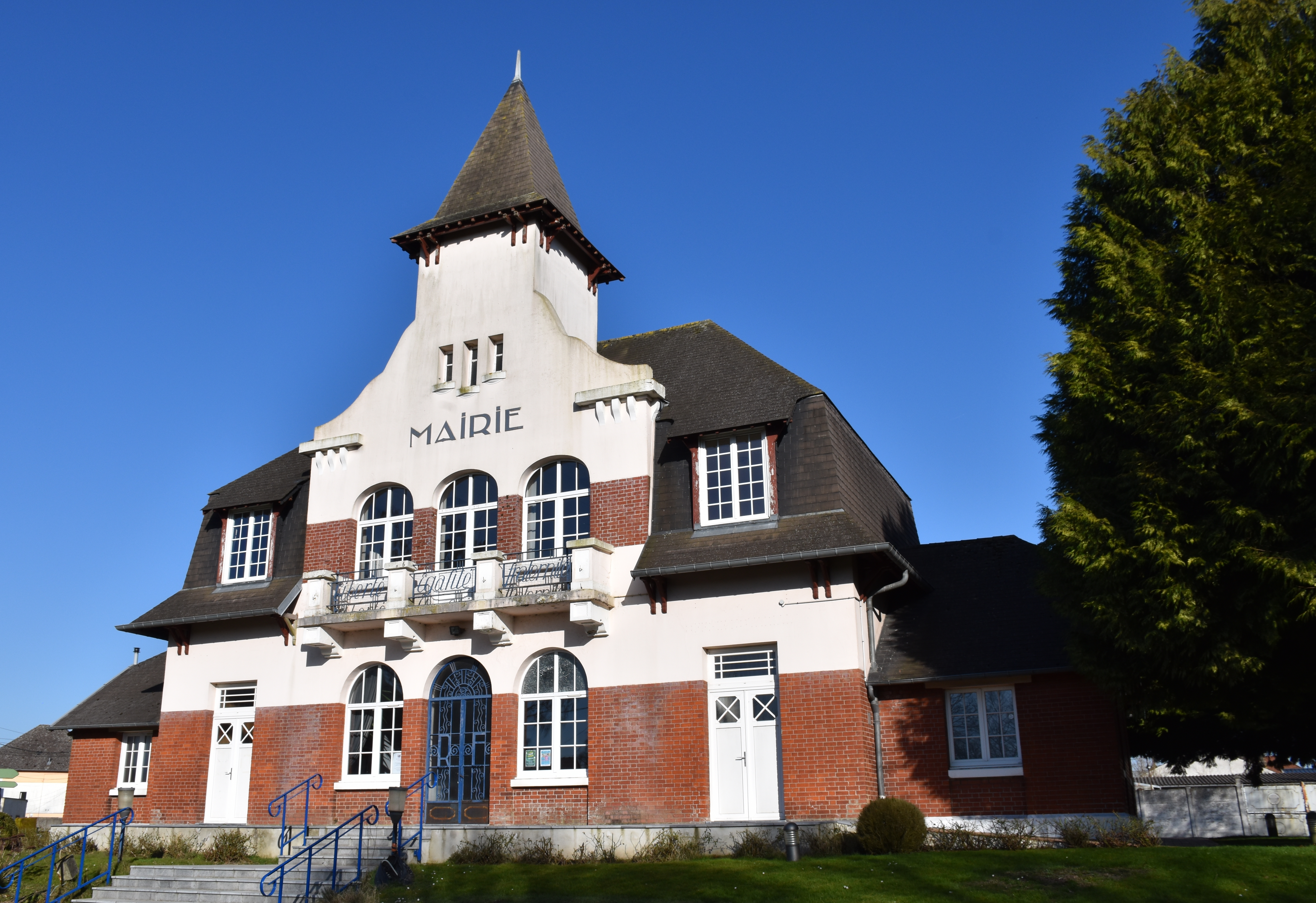
La mairie.

| Période                                  | Période                      | Identité            | Étiquette | Qualité                                                         |
| ---------------------------------------- | ---------------------------- | ------------------- | --------- | --------------------------------------------------------------- |
| Les données manquantes sont à compléter. |                              |                     |           |                                                                 |
| mai 1945                                 | mars 1983                    | Émile Durieux       | PS        | Sénateur, président du conseil général                          |
| mars 1983                                | mars 1989                    | Roger Vaine         | PS        |                                                                 |
| mars 1989                                | mars 2014                    | Jean-Marie Plessiet | UMP       | Président de la CCCB ( ? → 2012)                                |
| mars 2014,                               | En cours (au 1 février 2022) | Bernard Bronniart   |           | Agent de recouvrement du Trésor Réélu pour le mandat 2020-2026, |

## Équipements et services publics

### Justice, sécurité, secours et défense
La commune dépend du tribunal judiciaire d'Arras, du conseil de prud'hommes d'Arras, de la cour d'appel de Douai, du tribunal de commerce d'Arras, du tribunal administratif de Lille, de la cour administrative d'appel de Douai et du tribunal pour enfants d'Arras.

## Population et société

### Démographie
Les habitants de la commune sont appelés les Bertincourtois.

#### Évolution démographique
L'évolution du nombre d'habitants est connue à travers les recensements de la population effectués dans la commune depuis 1793. Pour les communes de moins de 10 000 habitants, une enquête de recensement portant sur toute la population est réalisée tous les cinq ans, les populations de référence des années intermédiaires étant quant à elles estimées par interpolation ou extrapolation. Pour la commune, le premier recensement exhaustif entrant dans le cadre du nouveau dispositif a été réalisé en 2007.

En 2022, la commune comptait 918 habitants, en évolution de −0,33 % par rapport à 2016 (Pas-de-Calais : −0,72 %, France hors Mayotte : +2,11 %).
| 1793  | 1800  | 1806  | 1821  | 1831  | 1836  | 1841  | 1846  | 1851  |
| ----- | ----- | ----- | ----- | ----- | ----- | ----- | ----- | ----- |
| 1 094 | 1 213 | 1 267 | 1 450 | 1 416 | 1 425 | 1 527 | 1 586 | 1 530 |

| 1856  | 1861  | 1866  | 1872  | 1876  | 1881  | 1886  | 1891  | 1896  |
| ----- | ----- | ----- | ----- | ----- | ----- | ----- | ----- | ----- |
| 1 535 | 1 591 | 1 536 | 1 537 | 1 566 | 1 535 | 1 410 | 1 367 | 1 307 |

| 1901  | 1906  | 1911  | 1921 | 1926 | 1931 | 1936 | 1946 | 1954 |
| ----- | ----- | ----- | ---- | ---- | ---- | ---- | ---- | ---- |
| 1 337 | 1 376 | 1 317 | 866  | 980  | 866  | 884  | 798  | 808  |

| 1962 | 1968 | 1975 | 1982 | 1990 | 1999 | 2006 | 2007 | 2012 |
| ---- | ---- | ---- | ---- | ---- | ---- | ---- | ---- | ---- |
| 812  | 836  | 841  | 856  | 821  | 886  | 926  | 932  | 914  |

| 2017 | 2022 | - | - | - | - | - | - | - |
| ---- | ---- | - | - | - | - | - | - | - |
| 918  | 918  | - | - | - | - | - | - | - |

#### Pyramide des âges
En 2018, le taux de personnes d'un âge inférieur à 30 ans s'élève à 37,3 %, soit au-dessus de la moyenne départementale (36,7 %). À l'inverse, le taux de personnes d'âge supérieur à 60 ans est de 24,2 % la même année, alors qu'il est de 24,9 % au niveau départemental.
En 2018, la commune comptait 440 hommes pour 477 femmes, soit un taux de 52,02 % de femmes, légèrement supérieur au taux départemental (51,5 %).
Les pyramides des âges de la commune et du département s'établissent comme suit.
| Hommes | Classe d’âge | Femmes |
| ------ | ------------ | ------ |
| 0,7    | 90 ou +      | 2,1    |
| 8,2    | 75-89 ans    | 9,6    |
| 14,3   | 60-74 ans    | 13,2   |
| 23,0   | 45-59 ans    | 20,5   |
| 16,6   | 30-44 ans    | 17,1   |
| 17,7   | 15-29 ans    | 17,4   |
| 19,5   | 0-14 ans     | 20,0   |

| Hommes | Classe d’âge | Femmes |
| ------ | ------------ | ------ |
| 0,5    | 90 ou +      | 1,6    |
| 5,6    | 75-89 ans    | 8,9    |
| 16,7   | 60-74 ans    | 18,1   |
| 20,2   | 45-59 ans    | 19,2   |
| 18,9   | 30-44 ans    | 18,1   |
| 18,2   | 15-29 ans    | 16,2   |
| 19,9   | 0-14 ans     | 17,9   |

## Culture locale et patrimoine

### Lieux et monuments
- L'église Notre-Dame.
- Le monument aux morts[38].
- La stèle des anciens combattants, rue Clémenceau.
- Le vitrail du souvenir de la Grande Guerre dans l'église[38].
- La chapelle Notre-Dame-du-Mont-Carmel.
- Le cimetière militaire de la Première Guerre mondiale Bertincourt Chateau British Cemetery situé rue des Anglais.
- L'ancienne gare, située route de Royaulcourt, sur la ligne allant de Vélu-Bertincourt à Saint-Quentin de 1880 à 1955.

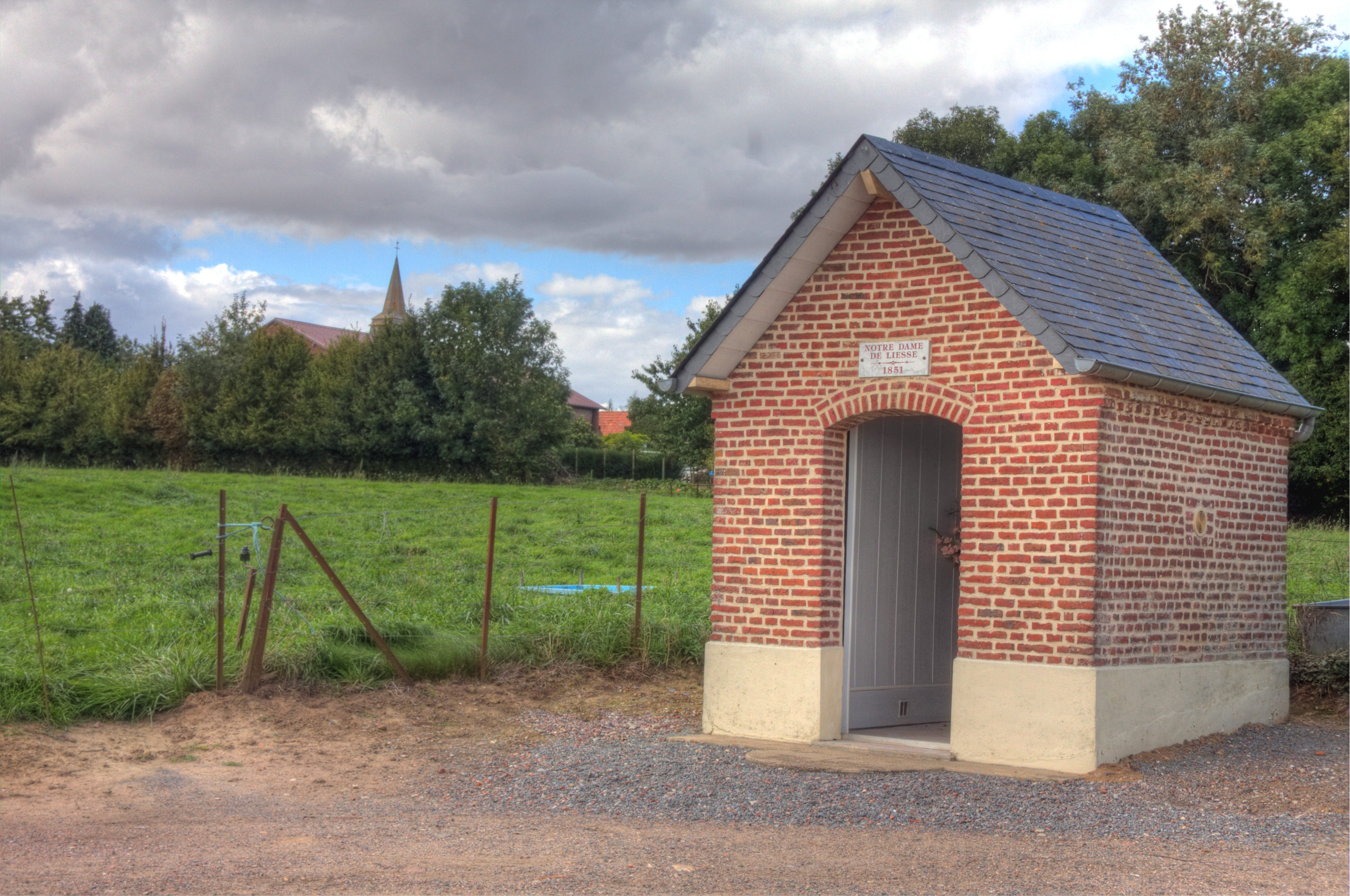
La chapelle.
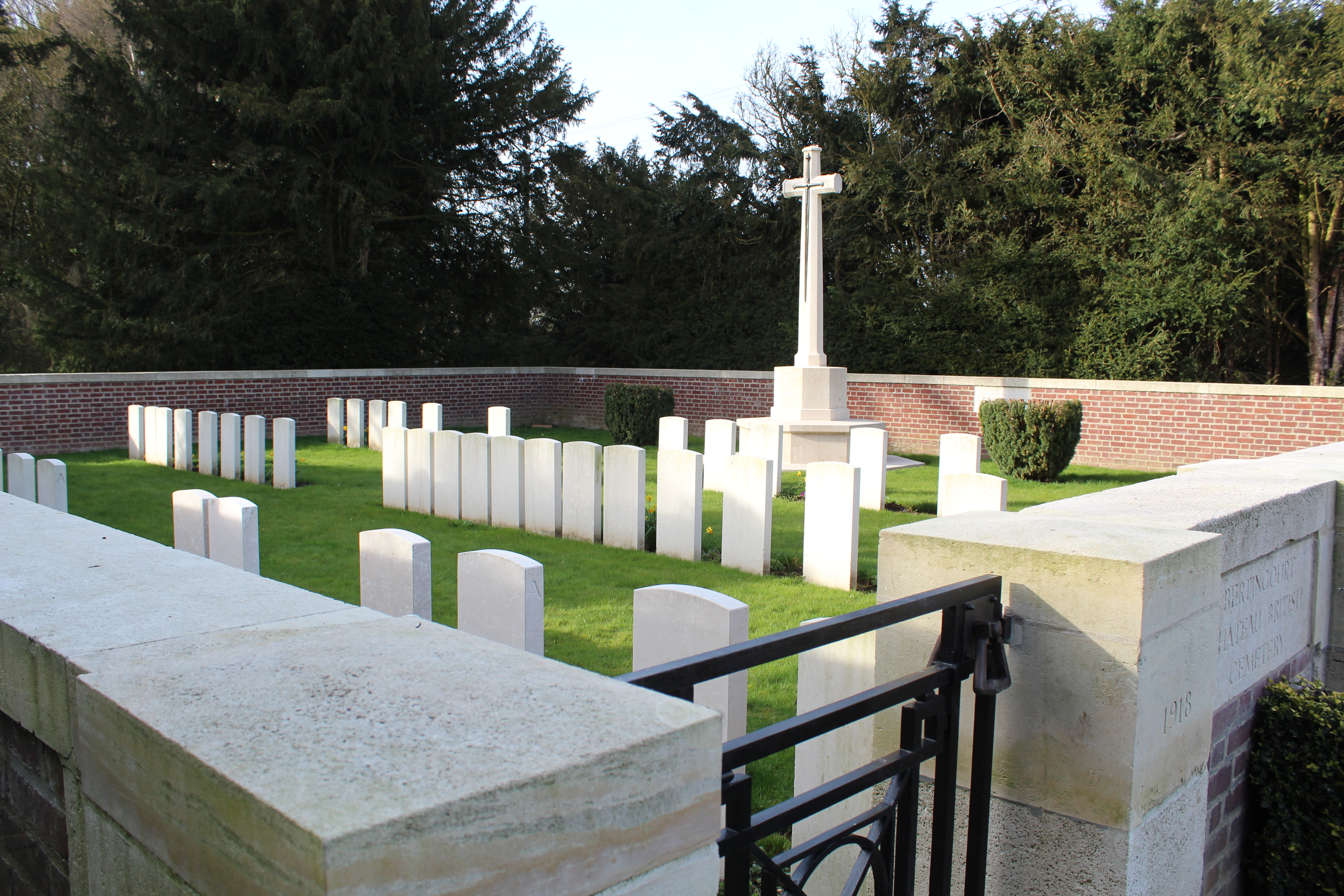
Le cimetière britannique.
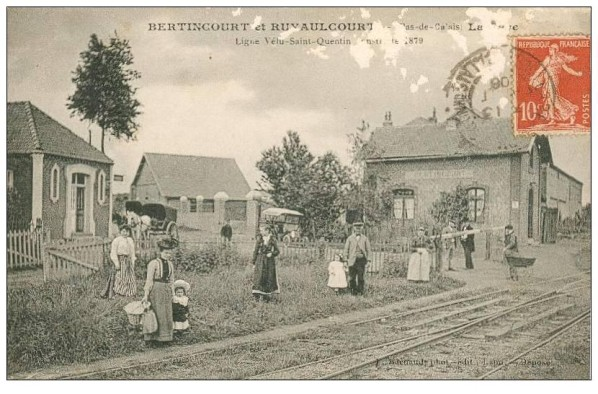
L'ancienne gare.

### Personnalités liées à la commune

#### Seigneurs de Bertincourt
- Louis Joseph de Couronnel, chevalier, seigneur d'Aussimont (sur Bertincourt), de Vélu, a reçu en décembre 1723, des lettres données à Versailles, l'autorisant, ainsi que sa postérité, à porter sur l'écusson de ses armes, une couronne de comte[39].
- En juin 1771, Charles Oudart Joseph de Mailly Couronnel, député de la noblesse, domicilié en son château de Vélu, bénéficie du titre de marquis pour la terre d'Éclype-les-Bertincourt, unie à celle de Barastre. Il est le fils de Louis Joseph de Mailly Couronnel, député du corps de la noblesse à la Cour en 1723, créé chevalier en 1713 pour les services rendus sous Louis XIV, et de Françoise Gertrude Duriez. Il descend d'Antoine de Mailly, seigneur de Lossignol, Cojeul-les-Bayencourt. Il a épousé Marie Louise d'Amerval, issue d'une ancienne maison de Picardie, a 14 garçons qu'il destine au service : l'aîné sert dans un régiment d'infanterie. La famille est alliée aux plus anciennes familles nobles de l'Artois et de Picardie. Louis Floris de Mailly Couronnel son aïeul a épousé Marie Agnès de la Buissière et était fils de Philippe de Mailly Couronnel, gouverneur des ville et château de Tournai et de Marie de Quillerie. Les armes de la famille sont « D'or à trois maillets de gueules »[23].
- Antoine-Guillain Magniez (1738-1823), cultivateur et député français, mort dans la commune.
- Émile Durieux (1905-1995), personnalité politique, né et mort dans la commune.

#### Autres personnalités
- Marcel Sylvestre de Sacy, capitaine d'aviation, né le 2 septembre 1908, mort le 21 mai 1940 à Bertincourt où son avion a été abattu.

### Héraldique
| Blason de Bertincourt | Blason  | D'or à trois tourteaux de sable. Ornements extérieursCroix de guerre 1914-1918 |
| Blason de Bertincourt | Détails | Le statut officiel du blason reste à déterminer.                               |

## Pour approfondir